# Jan Kašpar

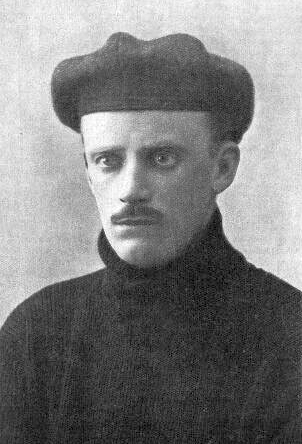
Jan Kašpar

Jan Kašpar (* 20. Mai 1883 in Pardubitz; † 2. März 1927 ebenda) war tschechischer Ingenieur und erster Flugzeugkonstrukteur und Pilot auf dem Gebiet des heutigen Tschechien.

## Leben
Kaspar studierte Maschinenbauingenieurwesen an der Tschechischen Technischen Universität Prag. Der begeisterte Fahrrad- und Autofahrer, der in der Automobilfabrik Laurin & Klement beschäftigt war, entwickelte gemeinsam mit weiteren Ingenieuren den ersten tschechischen Flugzeugmotor. Später verließ er die Firma und konstruierte gemeinsam mit seinem Cousin Eugen Čihák einige einfache Fluggeräte. Diese Flieger hatten jedoch einen geringen Wirkungsgrad und stürzten meist ab. Später trennten sich die Wege der Cousins und Kašpar entwarf eigene Flugzeuge.

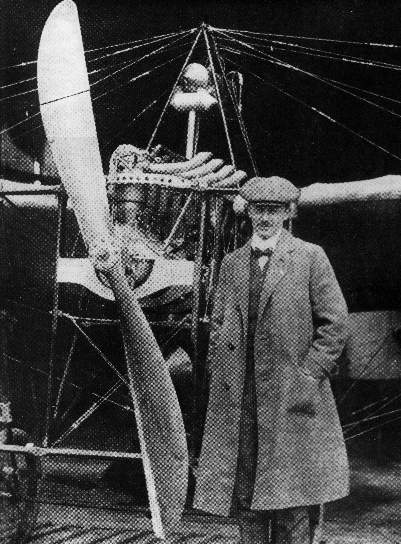
Jan Kašpar

1911 kaufte er sich ein Flugzeug des Typs Blériot Aéronautique und unternahm an den Wiesen bei Pardubitz seine ersten Flugversuche. Am 13. Mai 1911 verwirklichte er seinen ersten historischen Fernflug von Pardubitz nach Prag-Chuchle und eröffnete damit die Ära der Fliegerei in Böhmen. Das Flugzeug schenkte er später dem Technischen Museum in Prag.
Es folgten weitere Flugversuche, auch mit Passagieren. Nach dem Ausbruch des Ersten Weltkrieges verarmte Kašpar. Dass seine Verdienste für die Luftfahrt nicht anerkannt wurden, belastete ihn auch seelisch; er beging 1927 Suizid.